# Turgenitubulus depressus
Turgenitubulus depressus é uma espécie de gastrópode  da família Camaenidae.
É endémica da Austrália.